# KHC Dragons in het seizoen 2017/18
Dit artikel beschrijft hockeyploeg KHC Dragons in het seizoen 2017-2018 bij de heren en de dames.

## Heren
| No.           | Naam                   | Nationaliteit | Geboortedatum | Vorige club             |
| ------------- | ---------------------- | ------------- | ------------- | ----------------------- |
| Doelman       |                        |               |               |                         |
| 14            | Loïc Van Doren         | België        | 14-09-1996    | 2015 Dragons jeugd      |
| 22            | Daan Drijver           | België        | 15-06-1999    | 2017 Royal Antwerp HC   |
| Verdedigers   |                        |               |               |                         |
| 3             | Arthur Van Doren       | België        | 01-10-1994    | 2010 Dragons jeugd      |
| 4             | Jérémy Celis           | België        | 02-03-1986    | 2003 Dragons jeugd      |
| 6             | Fabrice van Bockrijck  | België        | 07-05-1996    | 2015 Royal Herakles HC  |
| 16            | Alexander Hendrickx    | België        | 06-08-1993    | 2015 Royal Antwerp HC   |
| 17            | Nicolas Poncelet       | België        | 19-09-1996    | 2017 Royal Léopold Club |
| 24            | Louis-Philippe Stevens | België        | ?             | 2016 Dragons reserve    |
| 25            | Sebastiaan Geers       | België        | 19-03-2001    | 2016 Dragons jeugd      |
| Middenvelders |                        |               |               |                         |
| 7             | Robert Rubens          | België        | 23-12-1996    | 2012 Dragons jeugd      |
| 12            | Louis Rombouts         | België        | 02-11-1993    | 2017 Club de Campo      |
| 19            | Felix Denayer          | België        | 31-01-1990    | 2005 Dragons jeugd      |
| 26            | Victor Wegnez          | België        | 25-12-1995    | 2017 Daring             |
| Aanvallers    |                        |               |               |                         |
| 10            | Gregory Stockbroeckx   | België        | 02-07-1997    | 2017 Royal Antwerp HC   |
| 11            | Florent van Aubel      | België        | 25-10-1991    | 2009 Royal Orée THB     |
| 13            | Thomas Verheijen       | België        | 18-01-1996    | 2015 Royal Antwerp HC   |
| 18            | Jeffrey Thys           | België        | 14-04-1988    | 2014 HC Rotterdam       |
| 21            | Timothy Luyten         | België        | 15-01-1999    | 2015 Dragons jeugd      |
| 23            | Henri Raes             | België        | 23-01-1997    | 2014 Dragons jeugd      |

 = Aanvoerder
Er mag ook beroep op jeugdspelers worden gedaan.

### Technische staf
| Functie         | Naam         | Nationaliteit |
| --------------- | ------------ | ------------- |
| Coach           | Jean Willems | België        |
| Assistent-coach | Craig Sieven | Zuid-Afrika   |
| Teammanager     | Derk Wilten  | Nederland     |

### Transfers
| Inkomende transfers    |           |                          |
| Daan Drijver           | België    | Royal Antwerp HC         |
| Nicolas Poncelet       | België    | Royal Léopold Club       |
| Victor Wegnez          | België    | Royal Daring Hockey Club |
| Louis Rombouts         | België    | Club de Campo            |
| Gregory Stockbroeckx   | België    | Royal Antwerp HC         |
| Uitgaande transfers    |           |                          |
| Thomas Briels          | België    | Oranje-Rood              |
| Mathieu Dierckens      | Frankrijk | Lille MHC                |
| Mathieu Rombouts       | België    | Royal Antwerp HC         |
| Thibaud van der Putten | België    | KHC Leuven               |

## Dames
| No.           | Naam                 | Nationaliteit | Geboortedatum | Vorige club              |
| ------------- | -------------------- | ------------- | ------------- | ------------------------ |
| Doelvrouw     |                      |               |               |                          |
| 1             | Marie Goethals       | België        |               | 2017 HC Parc             |
| Verdedigers   |                      |               |               |                          |
| 5             | Stephanie De Groof   | België        | 29-05-1991    | 2017 Laren               |
| 8             | Chiara Tiddi         | Italië        | 16-12-1988    | 2016 Real Sociedad       |
| 9             | Flor Admundson Tevez | Spanje        | 12-02-1996    | 2017 Pozuelo             |
| 21            | Ophélie Marien       | België        | 22-03-2000    | Dragons jeugd            |
| 24            | Carolien Jakus       | België        | 07-02-1997    |                          |
| Middenvelders |                      |               |               |                          |
| 6             | Stéphanie Rummens    | België        | 12-05-1993    | Dragons jeugd            |
| 11            | Anne-Sophie Roels    | België        | 19-02-2001    | Dragons jeugd            |
| 14            | Nina de Veer         | Nederland     |               | 2017 HC Tilburg          |
| 15            | Noor Van De Laar     | België        | 27-12-2000    | Dragons jeugd            |
| 16            | Justine de Vooght    | België        | 21-04-1993    | 2011 Royal Beerschot THC |
| 18            | Charlotte Derckx     | Nederland     | ?             | 2016 Oranje Zwart        |
| Aanvallers    |                      |               |               |                          |
| 3             | Laura Patriarche     | België        | 30-06-1990    | 2009 UWA Hockey          |
| 4             | Victoria de Mol      | België        | 26-12-2000    |                          |
| 10            | Cinda Sosa           | Argentinië    |               | 2016 KHC Brugge          |
| 17            | Axelle Wauters       | België        |               | 2015 Braxgata            |
| 19            | Coti Admundson Teves | Spanje        | 12-02-1996    | 2017 Pozuelo             |
| 20            | Johanne Denayer      | België        |               | 2015 Dragons jeugd       |

 = aanvoerder

### Technische staf
| Functie   | Naam                | Nationaliteit |
| --------- | ------------------- | ------------- |
| Coach     | Robert Justus       | Nederland     |
| Assistent | Gilles van Hesteren | Nederland     |
| Manager   | Joan Roumen         | Nederland     |

### Transfers
| Inkomende transfers  |           |              |
| Stephanie De Groof   | België    | Laren        |
| Nina de Veer         | Nederland | HC Tilburg   |
| Flor Admundson Tevez | Spanje    | Pozuelo      |
| Coti Admundson Tevez | Spanje    | Pozuelo      |
| Marie Goethals       | België    | HC Parc      |
| Uitgaande transfers  |           |              |
| Lena Vandam          | België    | Rider Broncs |
| Kate Lloyd           | Ierland   | UCD          |
| Emily Beaty          | Ierland   | UCD          |
| Ellen Rubens         | België    |              |
| Joke Waumans         | België    | gestopt      |

## Dragons in de nationale ploeg
Heren
Als Belgische topclub is Dragons een van de grote vertegenwoordigers van de (Belgische) nationale ploeg. Op de Olympische Spelen van Rio De Janeiro waren maar liefst 7 Dragons-spelers aanwezig. Manu Stockbroeckx, Arthur Van Doren, Felix Denayer, Thomas Briels en Florent van Aubel pakten met de  Red Lions de zilveren medaille. Alexander Hendrickx reisde als reserve-speler mee met de Belgische ploeg. De Ierse middenvelder Shane O'Donoghue kwam uit voor Ierland.
De Dragons leverde ook voor het wereldkampioenschap U21 heel wat spelers. Loïc Van Doren, Robbert Rubens, Fabrice Van Bockrijck, Thomas Verheijen en Henri Raes pakten op dat WK de zilveren medaille met de Belgische belofteploeg. Van Doren werd nadien ook uitgeroepen tot beste doelman van dat WK.
Op dit moment maken met Loïc Van Doren, Arthur Van Doren, Alexander Hendrickx, Felix Denayer, Florent van Aubel en Victor Wegnez 6 spelers deel uit van de Belgische nationale ploeg.
Dames
Op dit moment levert de damesploeg van Dragons geen speelster voor de nationale ploeg. Chiara Tiddi maakt wel deel uit van de nationale ploeg van Italië.
Carolien Jakus vertegenwoordigde België op het  wereldkampioenschap U21 waar België de 6de plaats veroverde.